# Gerlinger Heide
Das Naturschutzgebiet Gerlinger Heide liegt auf dem Gebiet der baden-württembergischen Gemeinden Gerlingen im Landkreis Ludwigsburg und Leonberg im Landkreis Böblingen.

## Kenndaten
Das Gebiet wurde mit Verordnung des Regierungspräsidiums Stuttgart vom 30. Dezember 1991 als Naturschutzgebiet ausgewiesen und hat eine Größe von 14,9 ha. Es wird unter der Schutzgebietsnummer 1.181 geführt. Der CDDA-Code für das Naturschutzgebiet lautet 163232 und entspricht der WDPA-ID.

## Lage
Die Gerlinger Heide ist von bebauten Gebieten nahezu vollständig eingeschlossen und liegt zwischen dem Gerlinger Wohngebiet Forchenrain und dem Leonberger Stadtteil Ramtel. Das Schutzgebiet gehört zum Naturraum 123-Neckarbecken innerhalb der naturräumlichen Haupteinheit 12-Gäuplatten im Neckar- und Tauberland. Es wird eingeschlossen von Landschaftsschutzgebieten, und zwar im Südwesten von dem rund 462 Hektar großen Gebiet Nr. 1.15.082-Leonberg und auf drei Seiten vom LSG Landschaftsteile entlang der Autobahn: Gerlinger Heide/Forchenrain, das die Nummer 1.18.039 trägt und 62 Hektar groß ist.

## Schutzzweck
Wesentlicher Schutzzweck ist die Erhaltung einer landschaftlich reizvollen, exponiert liegenden Heidefläche mit ihrer für einen Ballungsraum bemerkenswerten Tier- und Pflanzenwelt.

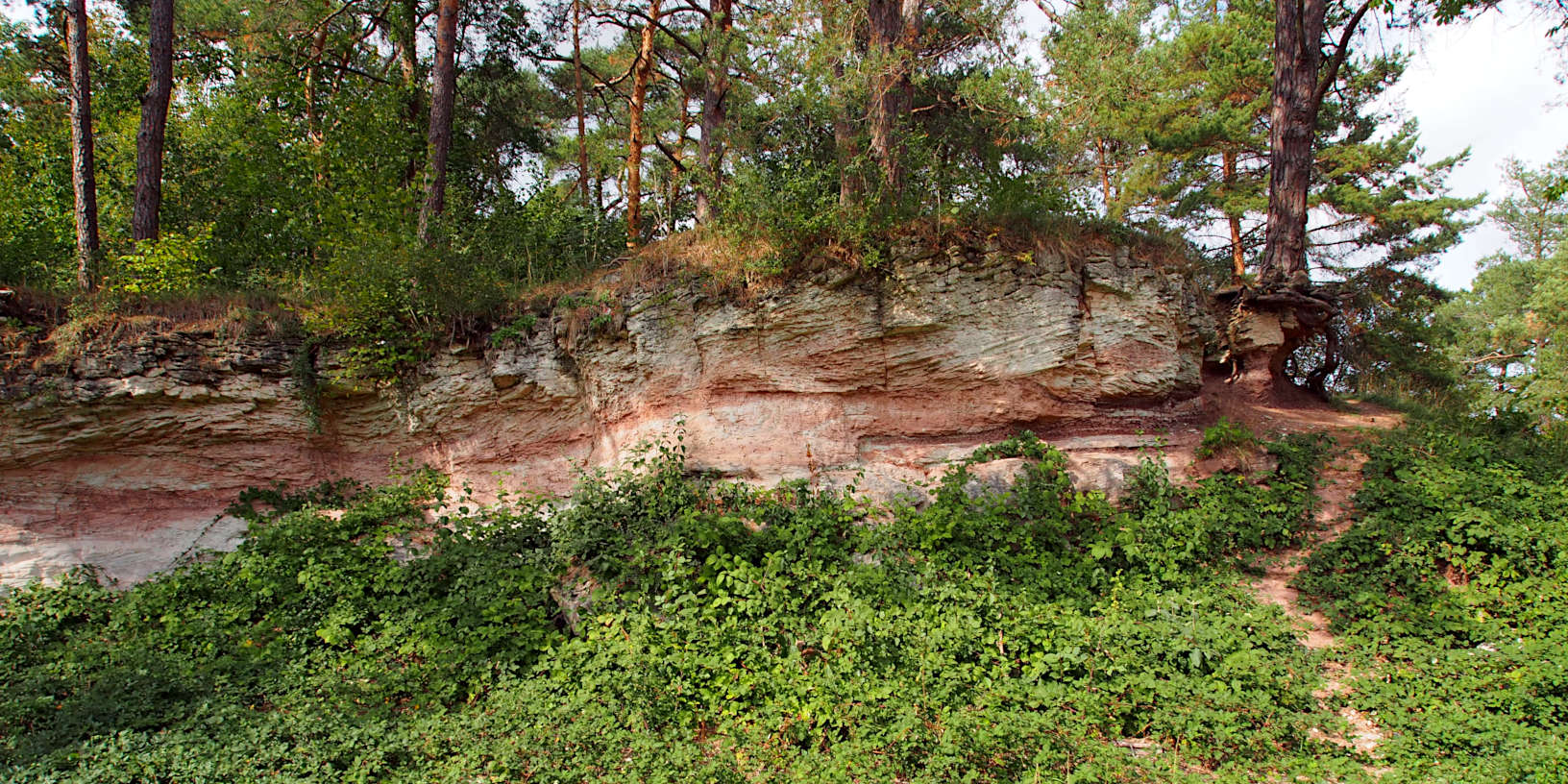
Gesteinsaufschluss am Südrand